# Community College (Metro de Boston)
Community College es una estación en la línea Naranja del Metro de Boston. La estación se encuentra localizada en la Calle Austin, al oeste de la Avenida Rutherford en Cambridge, Massachusetts. La estación Community College fue inaugurada el 7 de abril de 1975. La Autoridad de Transporte de la Bahía de Massachusetts es la encargada por el mantenimiento y administración de la estación.

## Descripción
La estación Community College cuenta con 2 plataformas centrales y 3 vías. 

## Conexiones
La estación es abastecida por las siguientes conexiones: 
- Rutas de autobuses: Ninguna ruta